# Ključ

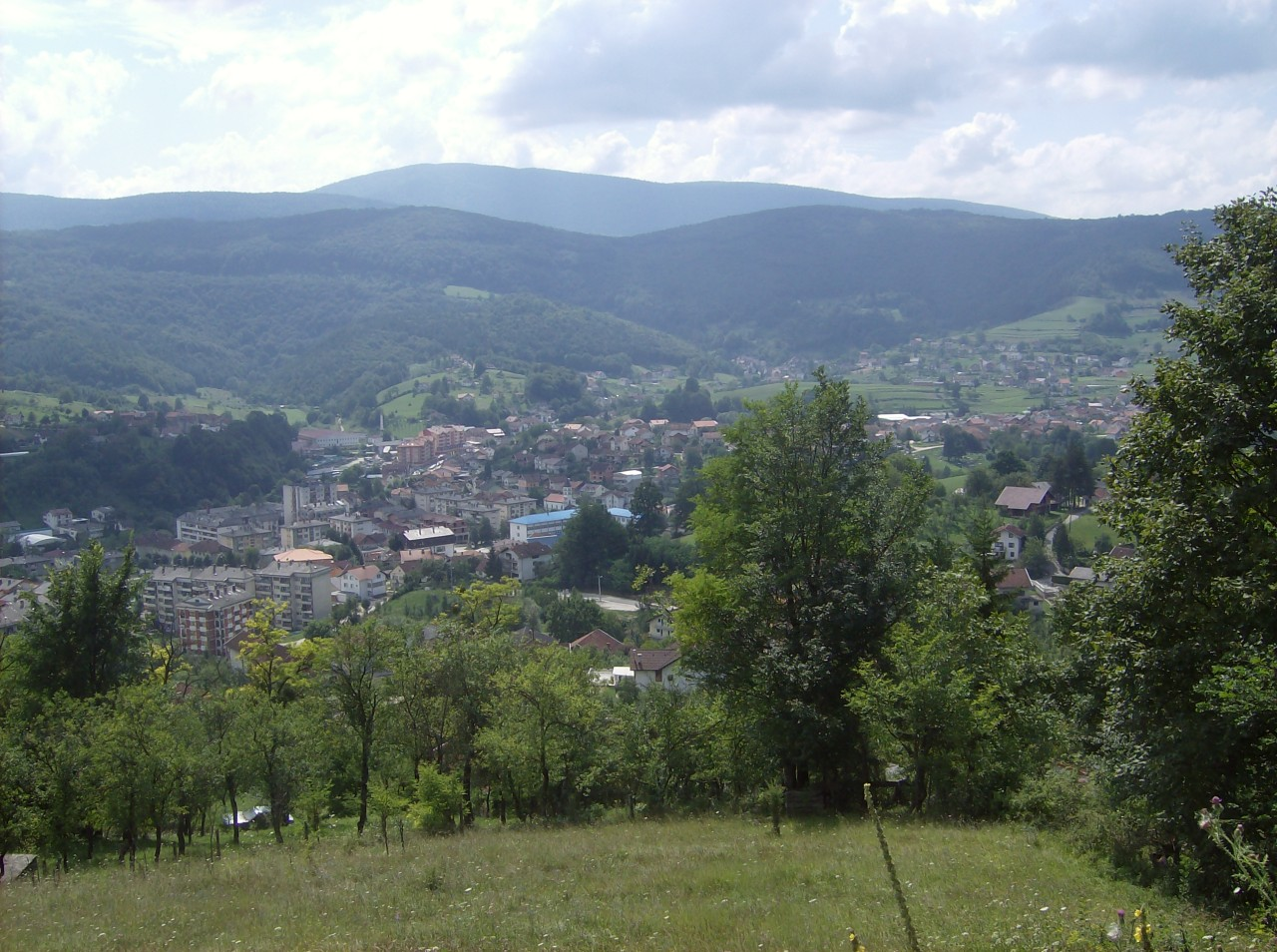
Stadtpanorama

Ključ (serbisch-kyrillisch Кључ) ist ein Ort und die zugehörige Großgemeinde (Općina) im Nordwesten von Bosnien und Herzegowina. Sie liegt im Tal der Sana und gehört zum Kanton Una-Sana der Föderation Bosnien und Herzegowina.

## Geschichte

### Mittelalter und Osmanisches Reich

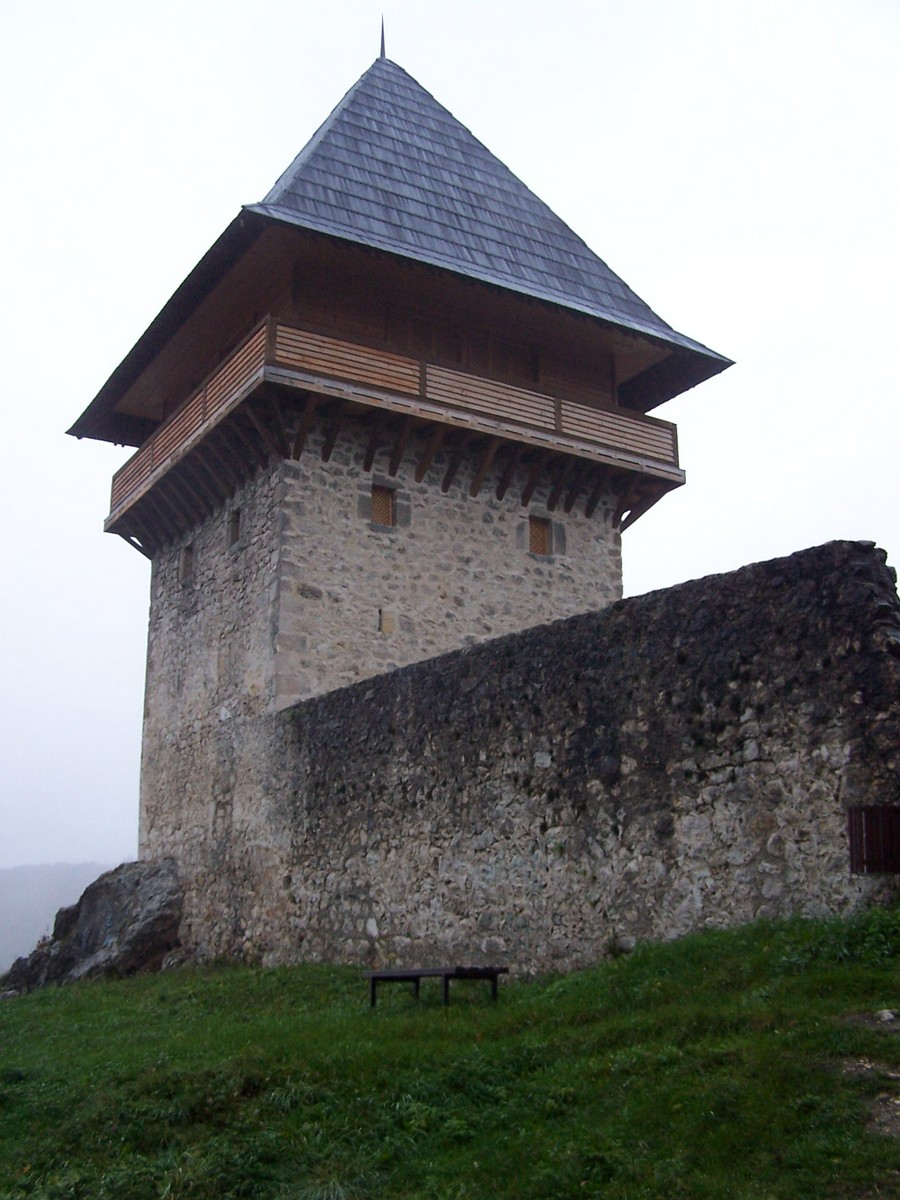
Restaurierter Turm der ehemaligen Festung

Die Festung, von der der Ort seinen Namen hat (Ključ bedeutet „Schlüssel“, „Schlüssel zu Bosnien“), wurde vermutlich in der ersten Hälfte des 14. Jahrhunderts erbaut. Hier wurde 1463 der letzte bosnische König Stjepan Tomašević von der türkischen Armee gefangen genommen. Die Ansiedlung wurde kontinuierlich erweitert, da sie eine große militärische Bedeutung hatte. Bis 1838 war hier eine komplette türkische Garnison stationiert, die die Verkehrsverbindungen durch das Sana-Tal kontrollierte.

### Bosnienkrieg und Nachkriegszeit
Zu Beginn des Krieges 1992 in Bosnien bildeten die Serben die relative Bevölkerungsmehrheit in der Großgemeinde und die absolute Bevölkerungsmehrheit im Hauptort Ključ.
Die ersten demokratischen Wahlen in der Großgemeinde 1991 konnte die serbische Mehrheitspartei SDS für sich entscheiden. Die serbische Verwaltung der Großgemeinde schloss sich im Zuge des Zerfallsprozesses Jugoslawiens den übrigen serbisch verwalteten Großgemeinden der abtrünnigen jugoslawischen Teilrepublik Bosnien und Herzegowina zu den sogenannten „serbischen autonomen Gebieten“ (Srpske Autonomne Oblasti) zusammen. Diese Gebiete formten später die Republika Srpska.
Während der serbischen Verwaltung des Großgemeinde kam es von 1992 bis 1994 in Ključ zur Vertreibung und teilweisen Ermordung der nicht-serbischen Einwohner durch die Armee der Republika Srpska (VRS) und die serbisch kontrollierte Jugoslawische Volksarmee. Es soll sich dabei um ca. 700 Tote in der Großgemeinde handeln, während zahlreiche weitere Gefangene ins Lager Manjača verschleppt und dort ermordet wurden.
Während der serbischen Kontrolle der Stadt wurden alle fünf Moscheen und die einzige katholische Kirche der Stadt gesprengt und teilweise die Häuser der kroatischen und bosniakischen Bewohner geplündert und in Brand gesetzt.
Am 16. September 1995 wurden die Stadt und der Großteil der umliegenden Dörfer im Zuge der von Atif Dudaković geführten bosniakischen Militäroffensive Operation Sana erobert. Dies hatte zur Folge, dass nahezu alle serbischen Bewohner aus Ključ vertrieben wurden oder flohen. Eine Rückkehr der vertriebenen und geflohenen serbischen Bewohner von Ključ hat nach dem Krieg nicht mehr stattgefunden.
In der Großgemeinde Ključ gab es mehrere Massengräber, in der bosniakische und kroatische Opfer der Massaker begraben worden waren. Dabei waren die größten Fundorte:
- Lanište I (188 Leichenfunde)
- Lanište II (77 Leichenfunde)[4]
- Prhovo (38 Leichenfunde)[5]

Mit dem Dayton-Vertrag wurde die komplette Stadt Ključ und der nordwestliche Teil der früheren općina der Föderation von Bosnien und Herzegowina zugeschlagen; er wird heute nahezu komplett von Bosniaken bewohnt (ca. 97 %). Der größere südöstliche Teil der früheren Großgemeinde mit etwa 6500 Bewohnern (nahezu ausschließlich bosnische Serben, Stand: 2013) gehört seitdem zur Republika Srpska und bildet eine eigenständige Gemeinde namens Ribnik.

## Verwaltung und Verkehr

### Großgemeindenverwaltung
Die Općina Ključ setzt sich neben dem Stadtzentrum aus insgesamt 10 weiteren Gemeinden zusammen:
- Biljani
- Donja Sanica
- Humići
- Kamičak
- Ključ (Stadt)
- Krasulje
- Sanica
- Velagići
- Velečevo-Dubočani
- Zgon-Crljeni

### Verkehr
Mit der M5 und M15 führen 2 wichtige Verkehrsstraßen durch Ključ. Die Stadt liegt einerseits mit der M5 direkt an der Verbindung von der bosnisch-kroatischen Grenze Ličko (Rakovica) – Izačić (Bihać) nach Sarajevo und ist andererseits mit der M15 auch von Bosanska Dubica aus nach Livno zur Adriaküste hin verbunden.
Durch Ključ soll in Zukunft ebenfalls eine vierspurige Schnellstraße B1 führen.

## Bevölkerung

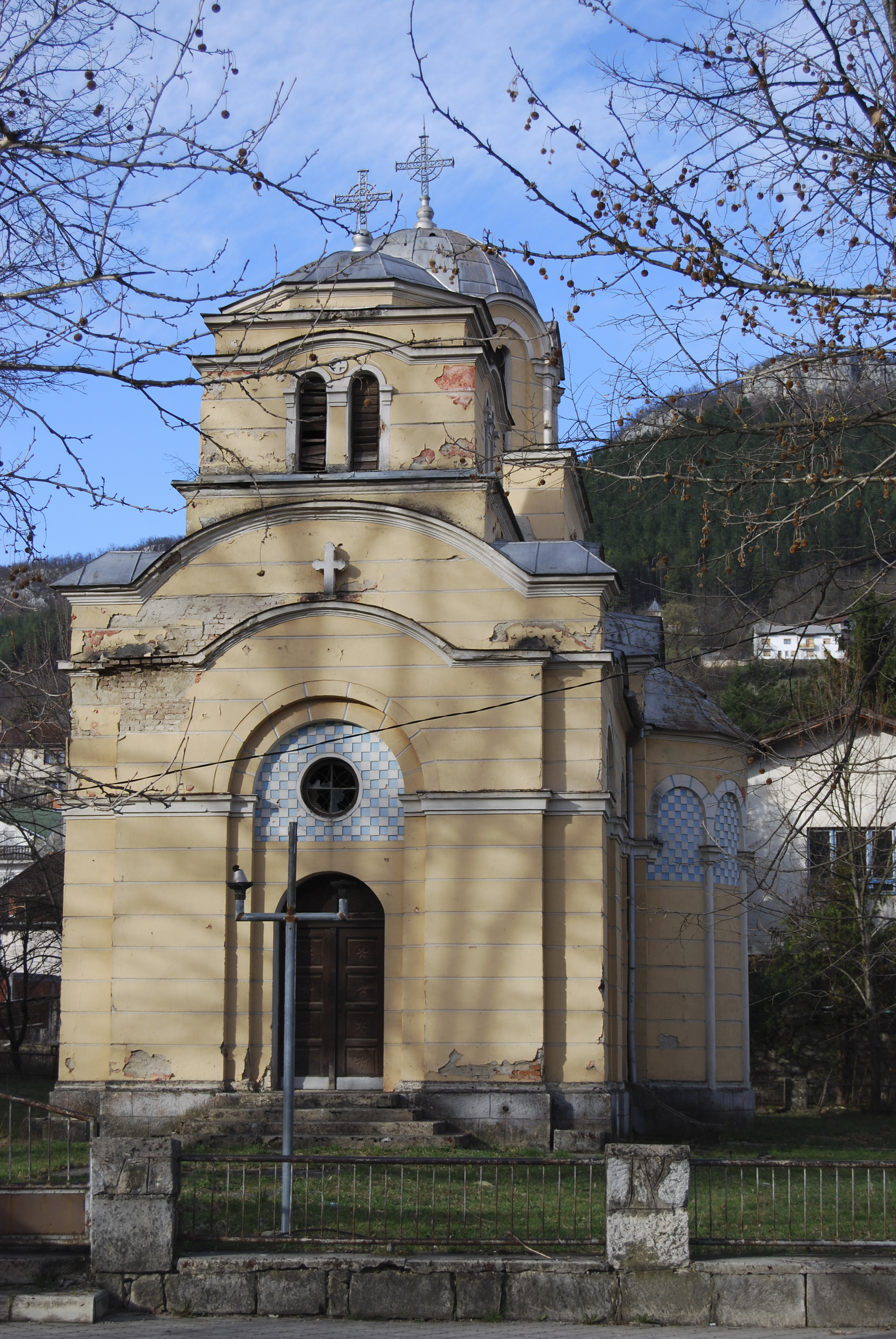
Serbisch-orthodoxe Kirche in Ključ

Die Großgemeinde hatte vor dem Krieg ca. 45.000 Einwohner, während zur Volkszählung 2013 nur noch 18.714 Bewohner in Ključ ihren Hauptwohnsitz hatten.
1991 bestand die Bevölkerung in Ključ je etwa zur Hälfte aus Bosniaken (bosn. Muslime) und bosnischen Serben. Kleinere Minderheiten bildeten etwa Kroaten, Tschechen, Slowaken, Roma hauptsächlich in der Stadt und in wenigen Orten in der Umgebung.
Seit der Rückeroberung der Stadt am 16. September 1995 durch das 5. Korps der Armee der Republik Bosnien-Herzegowina und der damit verbundenen Flucht bzw. Vertreibung der serbischen Bewohner bilden die Bosniaken eine absolute Mehrheit (über 97 %).

## Religion
In Ključ lebten wie fast überall in Bosnien und Herzegowina Menschen verschiedener Religionszugehörigkeiten. Heute ist die absolute Mehrheit der Bevölkerung muslimisch. In der gesamten Općina stehen dementsprechend auch mehrere Moscheen.
Im Stadtzentrum gibt es allerdings neben einer Moschee, auch eine Serbisch-orthodoxe sowie eine Römisch-katholische Kirche.

## Persönlichkeiten

### Söhne und Töchter der Stadt
- Šerif Konjević (* 1958), Sänger
- Jovan Perišić (* 1972), Sänger
- Muhamed Subašić (* 1988), Fußballspieler
- Josip Kleczek (1923–2014), tschechischer Astrophysiker, geboren in Gornja Sanica

### Persönlichkeiten, die vor Ort gewirkt haben
- Zlatan Muslimović (* 1981), Fußballspieler, wurde zwar in Banja Luka geboren, seine Familie allerdings stammt und wohnte in Ključ bis zum Ausbruch des Krieges.